# Chiesa di San Tommaso di Canterbury (Gaiarine)
La chiesa di San Tommaso di Canterbury è la parrocchiale di Gaiarine, in provincia di Treviso e diocesi di Vittorio Veneto; fa parte della forania Pontebbana.

## Storia e descrizione
La prima chiesa di Gaiarine di cui si ha notizia fu costruita probabilmente nel XV secolo e venne consacrata, o, forse, riconsacrata, il 30 ottobre 1559. Anche la parrocchia sembra esser stata eretta tra la fine del XV e l'inizio del XVI secolo.
Tra il 1900 e il 1905 venne edificato il campanile e, nel 1927, la chiesa fu rifatta in stile neogotico su progetto di Domenico Rupolo.
All'interno è conservata una Madonna con Bambino assunta in cielo con angeli, coi santi Tommaso di Canterbury e Zaccaria attribuita a Carletto Caliari, figlio del più noto Paolo Veronese.